# لوكاس لازو
لوكاس لازو (بالإسبانية: Lucas Lazo)‏ هو لاعب كرة قدم أرجنتيني، ولد في 31 يناير 1989 في روساريو في الأرجنتين. لعب مع روزاريو سنترال.

## وصلات خارجية
- لوكاس لازو على موقع قاعدة بيانات كرة القدم.إي يو (الإنجليزية)
- لوكاس لازو على موقع Soccerway.com (الإنجليزية)